# Kanton Valence-3
Der Kanton Valence-3 ist seit 1973 ein französischer Wahlkreis im Arrondissement Valence, im Département Drôme und in der Region Auvergne-Rhône-Alpes; sein Hauptort ist Valence.
Der Kanton Valence-3 bestand vor 2015 nur aus einem Teil der Stadt Valence und hatte 17.208 Einwohner (2006).

## Gemeinden
Der Kanton besteht aus fünf Gemeinden und Gemeindeteilen mit insgesamt 32.600 Einwohnern (Stand: 2022) auf einer Gesamtfläche von 52,62 km²:
| Gemeinde             | Einwohner 1. Januar 2022 | Fläche km² | Dichte Einw./km² | Code INSEE | Postleitzahl |
| -------------------- | ------------------------ | ---------- | ---------------- | ---------- | ------------ |
| Beaumont-lès-Valence | 4.272                    | 17,61      | 243              | 26037      | 26760        |
| Beauvallon           | 1.638                    | 3,12       | 525              | 26042      | 26800        |
| Montéléger           | 1.670                    | 9,45       | 177              | 26196      | 26760        |
| Portes-lès-Valence   | 10.369                   | 14,43      | 719              | 26252      | 26800        |
| Valence              | 14.651                   | 8,01       | 1.829            | 26362      | 26000        |
| Kanton Valence-3     | 32.600                   | 52,62      | 620              | 2617       | –            |

1. ↑   Nur der westliche Teil der Gemeinde, der Rest verteilt sich auf die Kantone Valence-1, Valence-2 und Valence-4.